# Evoloop

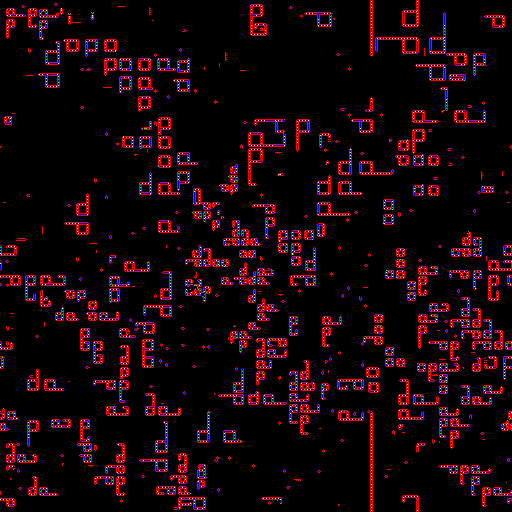
Évolution devoloops. Différentes espèces sont présentes mais les plus petites tendent à occuper tout l'espace.

L'evoloop (littéralement « boucle évolutive ») est une structure autoréplicante d'un automate cellulaire particulier à 9 états, introduit par Hiroki Sayama en 1999
L'evoloop est une version améliorée de la boucle SDSR, elle-même un raffinement de la boucle de Langton. Sa structure se modifie et évolue vers des boucles plus petites à l'aide d'un processus inspiré par la sélection naturelle.